# 25237 Гурвіц
25237 Гурвіц (25237 Hurwitz) — астероїд головного поясу, відкритий 20 жовтня 1998 року.
Тіссеранів параметр щодо Юпітера — 3,264.